# 도래기재
도래기재는 경상북도 봉화군 춘양면 우구치리와 서벽리를 연결하는 백두대간의 고개이다. 국가지원지방도 제88호선이 이곳을 지난다.
본래 이 곳에 조선시대 역(驛)이 있어서 도역마을이라 불리다가 도래기재로 변음됐다고 한다. 다른 이름으로는 도력현(道力峴)이라고 하기도 한다. 이 고개를 넘어서 강원도 영월군 김삿갓면으로 갈 수 있다.

## 금정수도
이 고개 아래에는 1925년에 일본인들이 뚫은 터널인 '금정수도'라는 곳이 있다. 본래 이곳 근처에는 금정광업소라는 큰 금광이 있었으며 이 곳에서 캐낸 광물을 수송하기 위해 건설된 터널이었으나 1993년 이 곳을 운영하던 태백시에 위치한 함태탄광이 폐광하면서 금정광업소도 같이 문을 닫게 되자 터널도 폐쇄했다.

## 도계
이 고개를 넘으면 강원도 영월군 김삿갓면으로 연결되고 이 고개 정상에 경상북도를 알리는 표지판이 세워져 있기 때문에 이곳이 강원도와 경상북도의 도계를 이룬다고 잘못 알고 있는데, 실제 도계는 이곳이 아니라 도래기재에서 강원도 방향으로 자동차를 이용해 약 20여분 가면 나오는 '조제2교'라는 다리가 실제 행정 구역상 도계를 이룬다. 봉화군 학예연구사인 정민호씨는 조제2교가 강원도와 경상북도의 경계를 이루게 된 이유가 "조선시대 임금이 한강이 위치한 서울에 팔도의 물을 다 모으고 싶어 강원도 땅이던 우구치를 인위적으로 봉화 땅에 속하게 했다"라는 설을 전했다.